# Frankeermachine

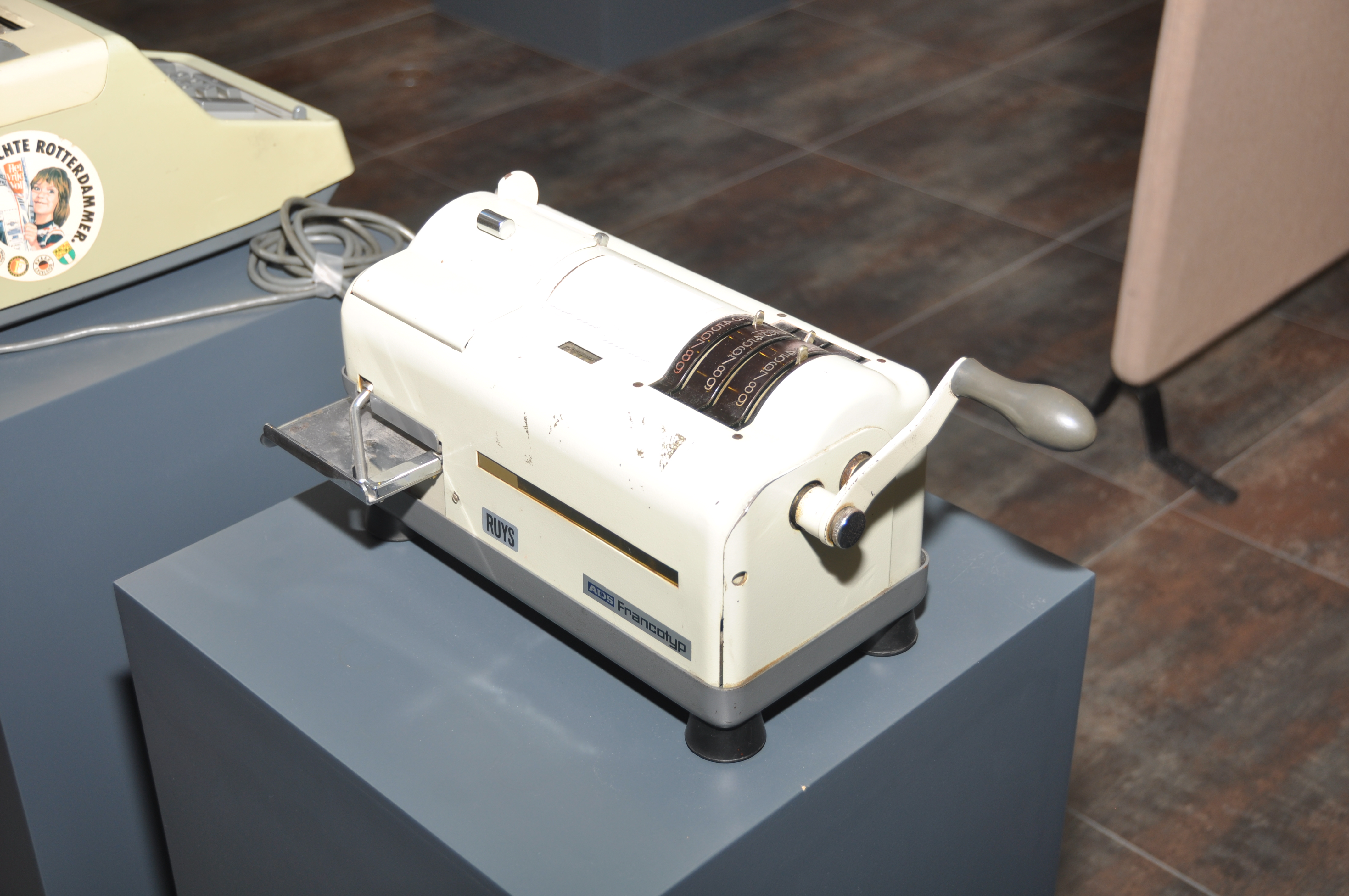
Een handmatige frankeermachine.

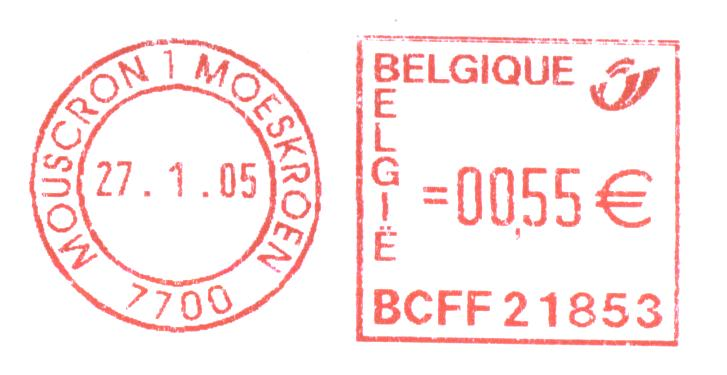
Belgisch frankeerstempel.

Een frankeermachine is een apparaat dat poststukken van frankering voorziet door er een frankeerstempel op te zetten in plaats van een postzegel, op basis van een frankeertegoed of een ander systeem om de frankeerwaarde aan de postdienst te betalen. De frankeermachine maakt het voor bedrijven makkelijker om grote hoeveelheden post te versturen. In het stempelvlak wordt vaak een reclameboodschap van het bedrijf geplaatst. Voordeel van het gebruik van de frankeermachine is dat men, zowel in Nederland als in België, kan frankeren aan een voordeliger tarief.

## Nederland: NetSet
Sinds juli 2002 laat PostNL alleen nog frankeermachines toe die voorzien zijn van NetSet. Door middel van NetSet kan de gebruiker van een frankeermachine via een analoge telefoonlijn of via een LAN-verbinding het frankeertegoed opwaarderen. Vroeger bracht PostNL de frankeerkosten achteraf in rekening door middel van telkaarten. Iedere frankeermachine was uitgerust met een telmechanisme dat iedere frankering bijhield. Doordat dit systeem nogal fraudegevoelig was en men het voor de klant eenvoudiger wilde maken om te frankeren, bedacht men het NetSet-systeem, waarmee de frankeermachine iedere maand kort verbinding maakt met de computer van PostNL om de actueelste tarieven te kunnen downloaden maar ook om de eigen gegevens door te sturen voor de afrekening. Tevens kunnen gebruikers dan hun frankeertegoed opwaarderen. Dit opwaarderen werkt ongeveer op dezelfde wijze als het opwaarderen van het beltegoed bij een mobiele telefoon. Men kan een keuze maken uit diverse bedragen.

## België: Credifon & DPM

### Credifon
In België is het licht anders: daar moet men eerst geld storten op een rekening van bpost, door gebruik te maken van de eigen postchequerekening of via een gemeenschappelijke rekening, ook wel transitrekening genoemd. Het gaat dus om een vooruitbetaling. Na enkele werkdagen kan het geld dan, deels of volledig, op de machine opgeladen worden. De machine telt bij elke frankering het frankeertarief van het totale frankeerkrediet. Wanneer het krediet op 0 staat, moet er opnieuw opgeladen worden. De oplading gebeurt via modem in de frankeermachine (de z.g. Credifontechnologie) of via LAN-verbinding. Voordeel van deze technologie is dat bij een eventuele tariefwijziging de recentste posttarieven in de frankeermachine kunnen worden geladen.

### DPM
Voorheen werden frankeerstempels afgedrukt met rode inkt, sinds 2007 is er een nieuwe generatie frankeermachines op de markt met blauwe inkt. Kenmerkend voor deze DPM-frankeerstempel is dus de blauwe kleur en de tweedimensionele datamatrix met daarin enkele kenmerken van de machine, zoals het unieke immatriculatienummer (het identificatienummer) van de frankeermachine. Tot op vandaag, 2012, kunnen beide typen frankeertoestellen naast elkaar gebruikt worden, al zijn er ondertussen wel al meer DPM-frankeermachines op de Belgische postmarkt. In principe zal er ooit een moment komen waarop bpost beslist om de frankeermachines met rode inkt uit de markt te halen, een zogenaamde decertificatie. Meestal heeft men dan enkele jaren de tijd om de frankeermachine met rode inkt te vervangen door een frankeermachine van de nieuwe generatie.

## Fabrikanten
Er zijn 4 belangrijke spelers op de Nederlandse en Belgische markt: Frama, Francotyp-Postalia (in Nederland beter gekend als FP-Ruys), Neopost en Pitney-Bowes. Neopost is Europees marktleider. Het Amerikaanse Pitney-Bowes is wereldmarktleider dankzij de sterke positie op de Amerikaanse markt.
De situaties in België en Nederland zijn licht anders. In België is Neopost marktleider met een kleine 45% van de markt. Dan volgen respectievelijk Francotyp, Pitney-Bowes en Frama. In Nederland is de situatie alweer anders, daar is Frama de absolute nummer één met een marktaandeel van ongeveer 40%.

## Trivia
- In de volksmond werd een frankeerstempel ook wel "roodfrankering" genoemd, omdat de frankeerafdruk rood van kleur diende te zijn.
- Sinds 1 februari 2007 is het toegestaan om post die gefrankeerd is met een frankeermachine, te posten in de oranje PostNL-brievenbus. Voorheen moest deze post in een rode envelop worden gepost of worden aangeboden op het postkantoor. In België kan men al langer gebruikmaken van de rode postbussen.
- In België en Duitsland is de stempelafdruk van de frankeermachine blauw van kleur. Tegenwoordig zijn er ook stempelafdrukken in Nederland die blauw zijn.
- Een variant op en tevens een goedkoop alternatief voor een frankeermachine voor kleine bedrijven is de digitale postzegel. Deze postzegels kunnen via de site van PostNL worden geprint. Hiervoor zijn alleen een pc, een etikettenprinter (van Dymo) en een account op bovengenoemde site nodig. Via de site kan hierbij ook het frankeertegoed worden opgewaardeerd. Digitale postzegels zien eruit als etiketten en zijn zwart van kleur.

Een andere mogelijkheid om grote hoeveelheden post te versturen is met port betaald.